# Sennebogen
 (janvier 2021).
Si vous disposez d'ouvrages ou d'articles de référence ou si vous connaissez des sites web de qualité traitant du thème abordé ici, merci de compléter l'article en donnant les références utiles à sa vérifiabilité et en les liant à la section « Notes et références ».
Sennebogen Maschinenfabrik GmbH est une entreprise allemande de construction de grues et engins de manutention qui emploie environ 1 600 salariés directs dans le monde et dont le chiffre d'affaires avoisine 420 millions d'euros (bilan consolidé du groupe en 2018).

## Histoire
C'est à seulement 21 ans que Erich Sennebogen crée, en 1952, sa propre entreprise de fabrication de machines agricoles à Pilling, près de Straubing, en Basse-Bavière. L'entreprise croit rapidement et compte déjà 13 salariés un an plus tard. L'entreprise fabrique sa première chargeuse à lisier.
En 1957, les premières grues sur chenilles SENNEBOGEN HD sont développées et produites pour le secteur de la construction et en 1959, la croissance rapide de l'entreprise force la société à construire une nouvelle usine à Straubing.
À partir de 1962, parallèlement aux grues à treillis sur chenilles traditionnelles, SENNEBOGEN développe les premières pelles hydrauliques qui seront produites pour la première fois en 1964. En 1966, la société présente une innovation : la première grue sur chenilles avec bras repliable, permettant ainsi de transporter facilement la machine et qu'elle soit utilisable rapidement. Ces machines innovantes sont également adaptées aux grues sur camion. En 1969, SENNEBOGEN développe la première grue à chenilles entièrement hydraulique au monde. 
À partir de 1973, la société commence à exporter ses fabrications ce qui contribue à faire mieux connaître la marque SENNEBOGEN, notamment dans les États arabes et en Afrique.
Après la chute des pays du Comecon, la société rachète en 1996 un fournisseur en Hongrie, "Balatonfüred", qui devient son atelier pour les assemblages en acier et les constructions soudées.
En 2014, SENNEBOGEN présente son modèle 6113, sa plus grande grue sur chenilles télescopique, capable de soulever une charge de 120 tonnes. Avec la 6113, la charge maximale d'utilisation de ses grues télescopiques est augmentée de 50%.

## Quelques exemples de matériels Sennebogen

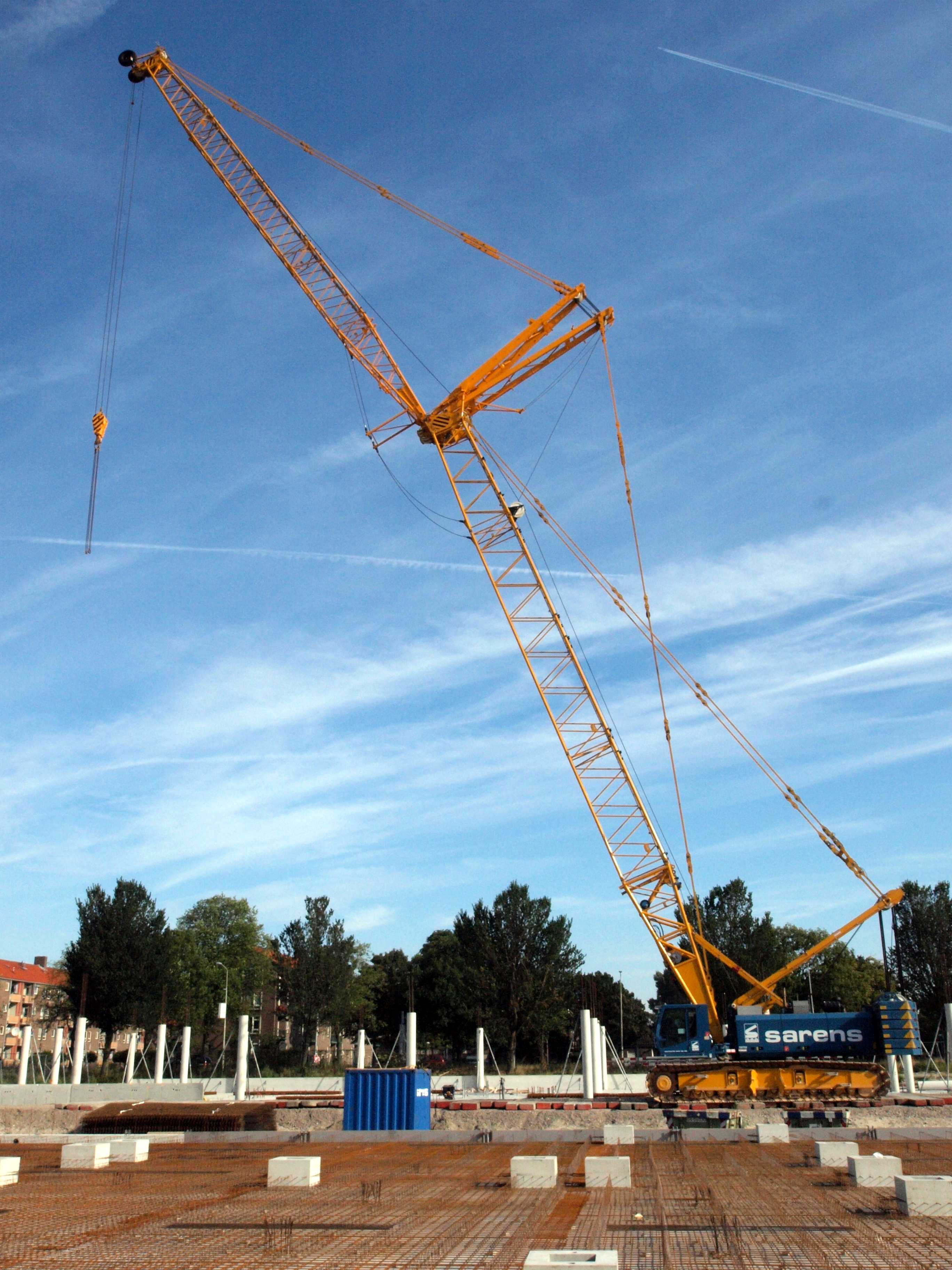
Grue treillis avec volée variable
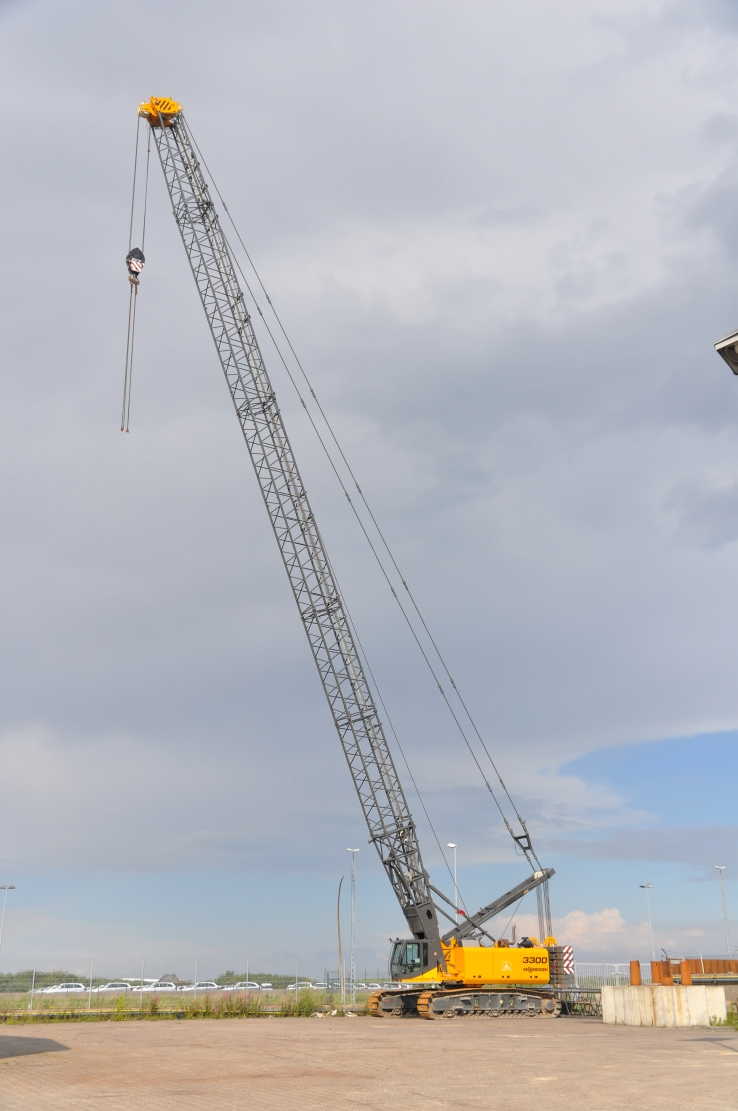
Grue à fléche treillis
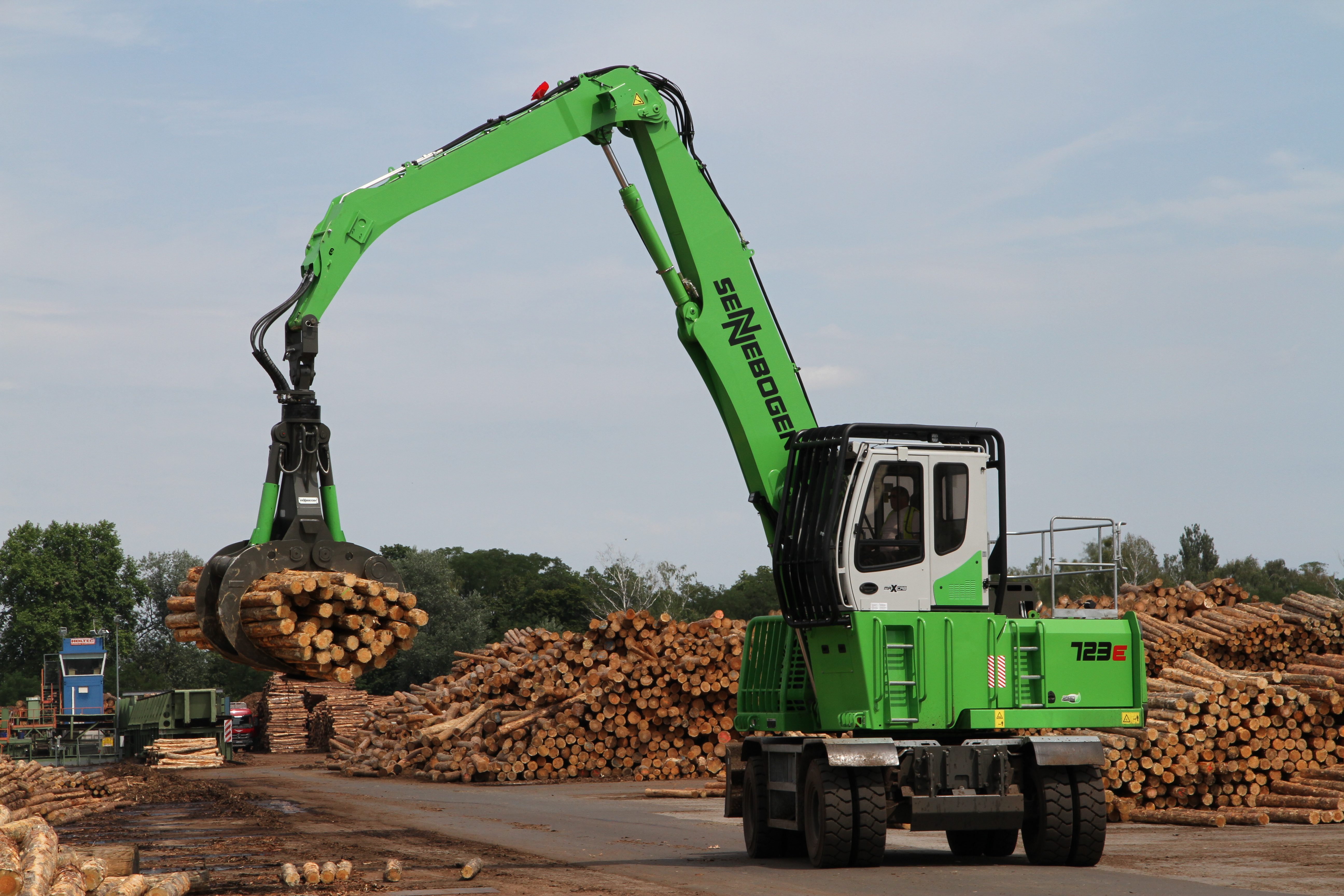
Bras hydraulique avec pince
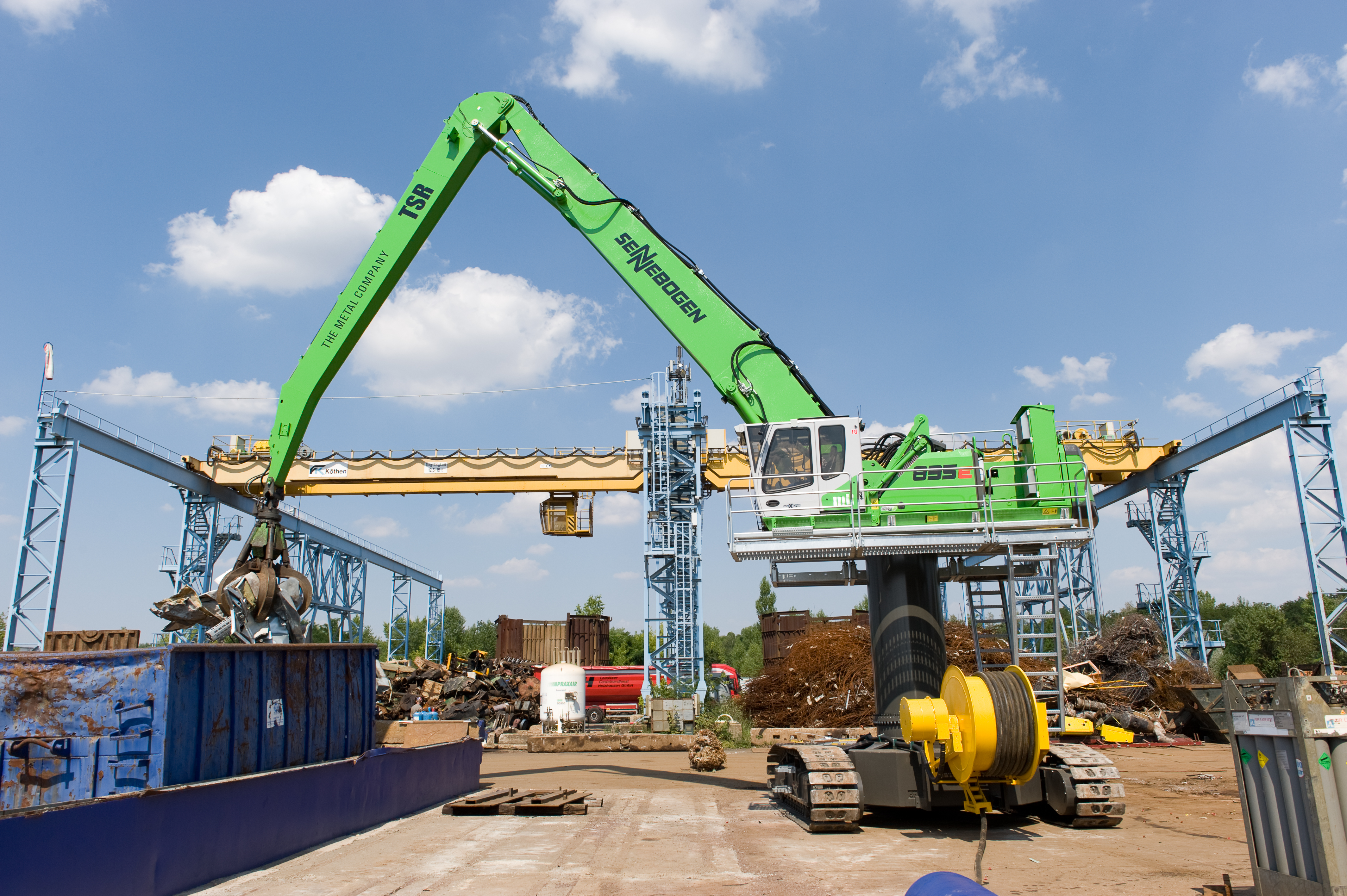
Grue hydraulique relevable sur chenille
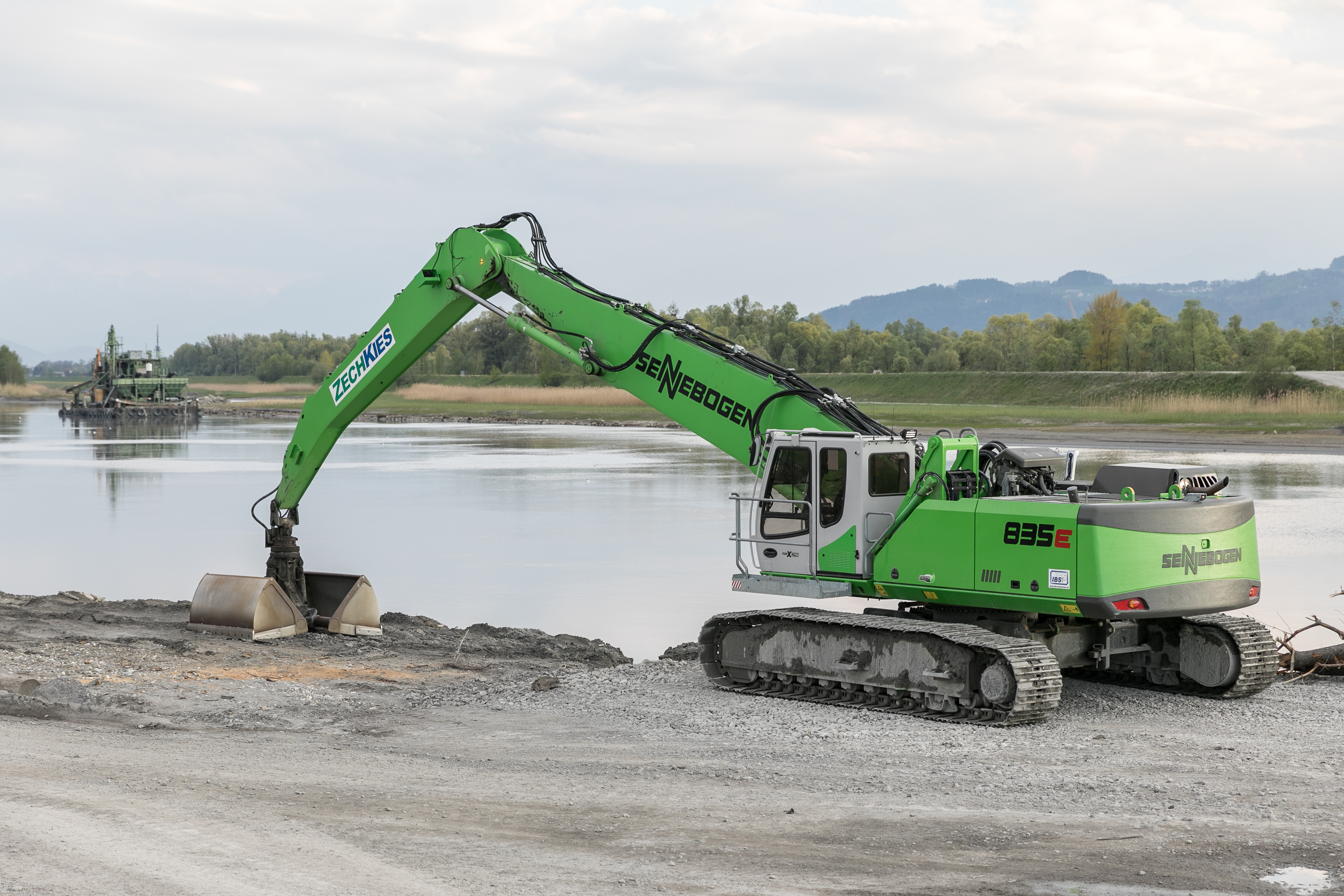
Excavatrice à godet pince preneuse
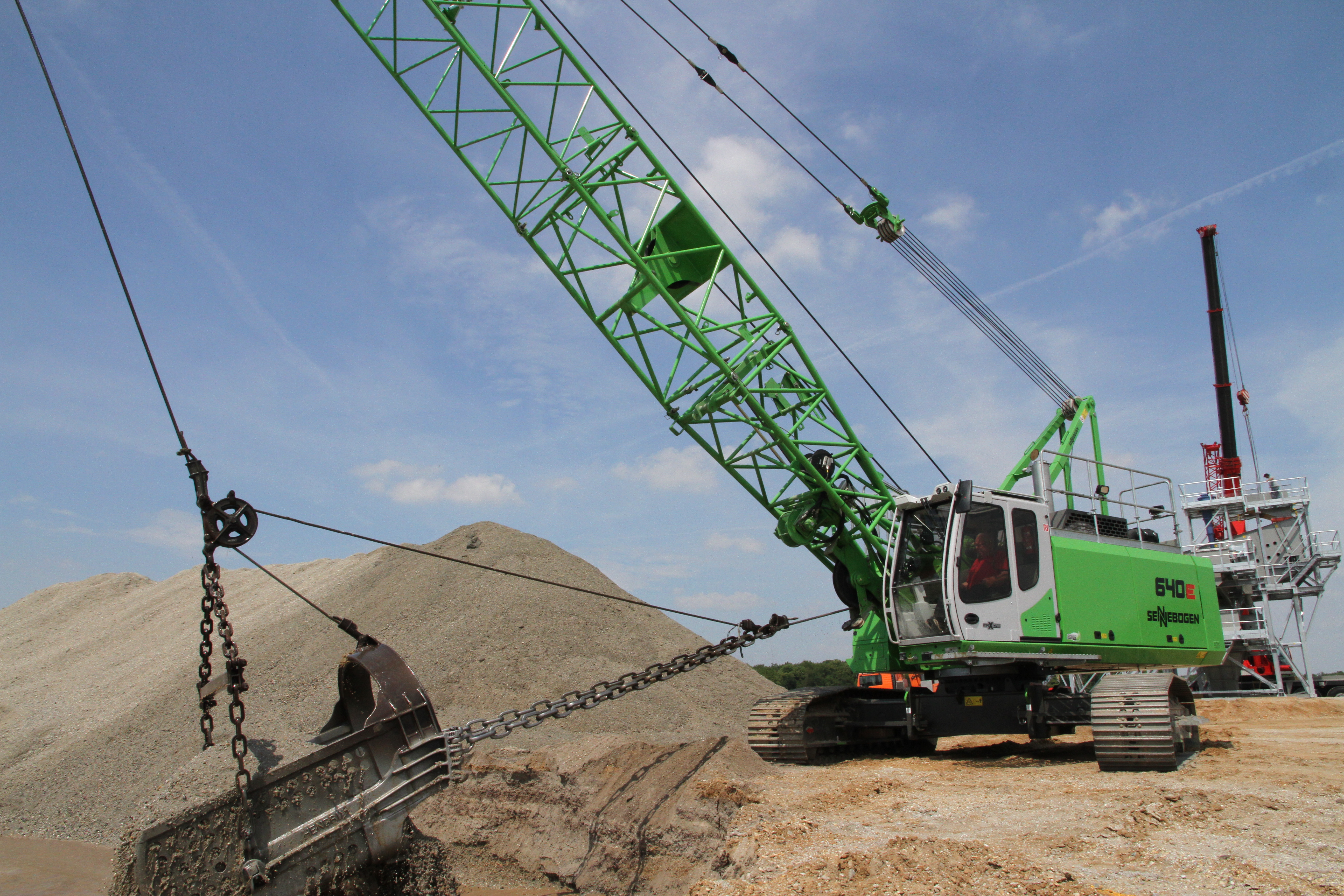
Dragline